# Cortalim
Cortalim är en ort i Indien.   Den ligger i distriktet South Goa och delstaten Goa, i den sydvästra delen av landet, 1 500 km söder om huvudstaden New Delhi. Cortalim ligger 45 meter över havet och antalet invånare är 7 563.
Terrängen runt Cortalim är platt. Runt Cortalim är det mycket tätbefolkat, med 1 221 invånare per kvadratkilometer. Närmaste större samhälle är Vāsco Da Gāma, 10,0 km väster om Cortalim. I omgivningarna runt Cortalim växer huvudsakligen savannskog.